# Chaetoria setibasis
Chaetoria setibasis är en tvåvingeart som först beskrevs av Malloch 1930.  Chaetoria setibasis ingår i släktet Chaetoria och familjen parasitflugor. Inga underarter finns listade i Catalogue of Life.